# Tolnaku
Tolnaku is een bestuurslaag in het regentschap Kupang van de provincie Oost-Nusa Tenggara, Indonesië. Tolnaku telt 1202 inwoners (volkstelling 2010).